# Cassie Yates
Cassie Yates (* 2. März 1951 in Macon, Georgia, USA) ist eine US-amerikanische Schauspielerin.
Bevor sie 1975 ihre Schauspiel-Karriere startete, studierte sie an der North Fulton High School in Atlanta. Cassie Yates trat in zahlreichen Film- und Fernsehproduktionen auf. Ihre größte Rolle spielte sie 1987 als Sarah Curtis in der US-Fernsehserie Der Denver-Clan. 1995 zog sie sich ins Privatleben zurück.

## Filmografie (Auswahl)
- 1975: Dr. med. Marcus Welby (Marcus Welby, M.D., Fernsehserie, zwei Folgen)
- 1976: Die Sieben-Millionen-Dollar-Frau (The Bionic Woman, Fernsehserie, eine Folge)
- 1976: Die Straßen von San Francisco (The Streets of San Francisco, Fernsehserie, eine Folge)
- 1976: Delvecchio (Fernsehserie, eine Folge)
- 1976–1977: Reich und Arm (Rich Man, Poor Man – Book II, Fernsehserie, 14 Folgen)
- 1976–1979: Barnaby Jones (Fernsehserie, vier Folgen)
- 1977: Der Mann mit der Stahlkralle (Rolling Thunder)
- 1977: Having Babies II (Fernsehfilm)
- 1977: Baretta (Fernsehserie, eine Folge)
- 1978: Convoy
- 1978: F.I.S.T. – Ein Mann geht seinen Weg (F.I.S.T.)
- 1978: FM
- 1978: The Evil
- 1978: Who'll Save Our Children? (Fernsehfilm)
- 1978–1979: Quincy (Quincy M.E., Fernsehserie, zwei Folgen)
- 1979: The Seeding of Sarah Burns (Fernsehfilm)
- 1979–1980: Vegas (Vega$, Fernsehserie, zwei Folgen)
- 1980: Nobody's Perfect (Fernsehserie, acht Folgen)
- 1980: Father Figure (Fernsehfilm)
- 1980: Mark, I Love You (Fernsehfilm)
- 1980: Die Schnüffler (Tenspeed and Brown Shoe, Fernsehserie)
- 1981: Mount St. Helens – Der Killervulkan (St. Helens)
- 1981: Norma Rae (Fernsehfilm)
- 1981: Von Mäusen und Menschen (Of Mice and Men, Fernsehfilm)
- 1982: Leben auf Bestellung (The Gift of Life, Fernsehfilm)
- 1982: Trapper John, M.D. (Fernsehserie, eine Folge)
- 1983: Agatha Christie: Das Mörderfoto (A Caribbean Mystery, Fernsehfilm)
- 1983: Beziehung, nein danke (Listen to Your Heart, Fernsehfilm)
- 1983: Das Osterman Weekend (The Osterman Weekend)
- 1983–1984: Simon & Simon (Fernsehserie, vier Folgen)
- 1983, 1992: Unter der Sonne Kaliforniens (Knots Landing, Fernsehserie, zwei Folgen)
- 1984: Agentur Maxwell (Finder of Lost Loves, Fernsehserie, eine Folge)
- 1984: Bitte nicht heut Nacht (Unfaithfully Yours)
- 1984: Fantasy Island (Fernsehserie, eine Folge)
- 1984: Love Thy Neighbor (Fernsehfilm)
- 1984, 1986: Magnum (Magnum, P.I., Fernsehserie, zwei Folgen)
- 1984, 1987: Hotel (Fernsehserie, zwei Folgen)
- 1984–1994: Mord ist ihr Hobby (Murder, She Wrote, Fernsehserie, vier Folgen)
- 1985: Perry Mason kehrt zurück (Perry Mason Returns, Fernsehfilm)
- 1987: Cagney & Lacey (Fernsehserie, eine Folge)
- 1987: Der Denver-Clan (Dynasty, Fernsehserie, neun Folgen)
- 1990: The Young Riders (Fernsehserie, eine Folge)
- 1990: Der tiefe Sumpf des Südens (Blue Bayou, Fernsehfilm)
- 1990: Die besten Jahre (Thirtysomething, Fernsehserie, eine Folge)
- 1991: Grüße aus dem Jenseits (Shades of LA, Fernsehserie, eine Folge)
- 1991: Haus der lebenden Toten (The Haunted, Fernsehfilm)
- 1992: I Don't Buy Kisses Anymore
- 1993: Sexuell belästigt (Moment of Truth: Stalking Back, Fernsehfilm)
- 1995: Palm Beach-Duo (Silk Stalkings, Fernsehserie, eine Folge)
- 1995: Drew Carey Show (The Drew Carey Show, Fernsehserie, zwei Folgen)
- 1995: Guns and Lipstick